# Епархия Шуньцина
Епархия Шуньцина (лат. Dioecesis Scioenchimensis; кит. трад. 順慶教區) — епархия Римско-Католической Церкви, расположенная в районе Шуньцин, городской округ Наньчун, провинция Хунань, Китай. Епархия Шуньцина входит в архиепархию Чунцина.

## История
2 августа 1929 года Римский папа Пий XI издал бреве Supremi Apostolatus, которым учредил апостольский викариат Шуньцинфу, выделив его из апостольского викариата Чэнду.
11 апреля 1946 года Римский папа Пий XII издал буллу Quotidie Nos, которой преобразовал апостольский викариат Шуньцинфу в епархию Шуньцина.

## Ординарии
- епископ Павел Ван Вэньчэн (2.12.1929 — 11.04.1946).
- епископ Павел Ван Вэньчэн (11.04.1946 — 28.01.1961);
  - с 28.01.1961 года по 19 апреля 2012 года — кафедра была вакантна;
  - епископ Joseph Chen Gong’ao (19 апреля 2012 — по настоящее время) — не утверждён Святым Престолом.

## Источник
- Annuario Pontificio, Libreria Editrice Vaticana, Città del Vaticano, 2003, ISBN 88-209-7422-3
- Бреве Supremi Apostolatus, AAS 22 (1930), стр. 130  (лат.)
- Булла Quotidie Nos, AAS 38 (1946), стр. 301  (лат.)